# Canal de Piombino
Le canal de Piombino est un détroit situé entre les mers Ligure et Tyrrhénienne. Large d'environ 10 km, il sépare Piombino, en Toscane continentale, du cap della Vita, pointe nord-est de l'île d'Elbe. Il inclut trois îlots :
- l'île dei Topi ;
- l'île Palmaiola ;
- l'île Cerboli.

## Pollution du canal

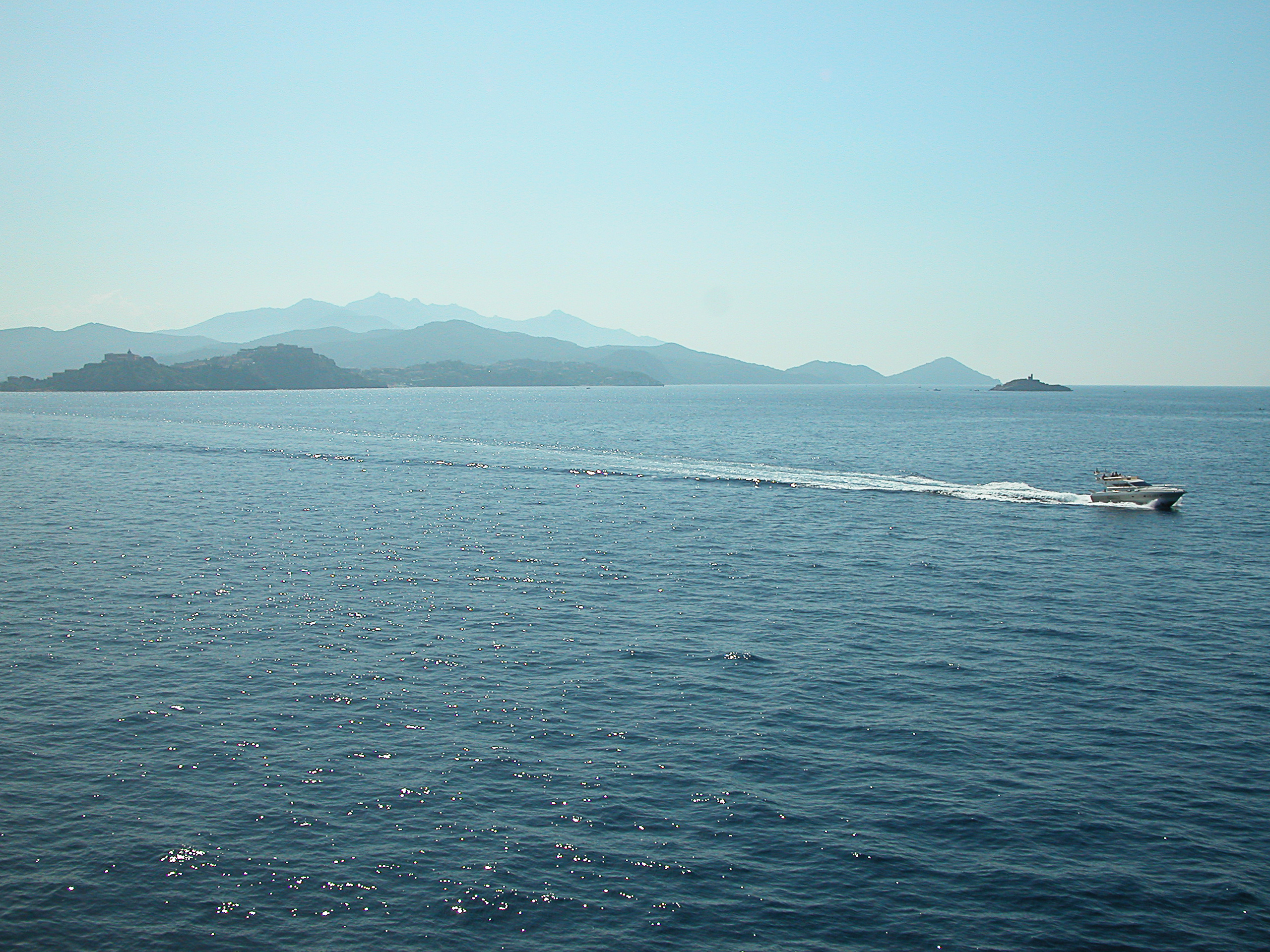
Navigation sur le canal de Piombino (l'île d'Elbe est visible en arrière-plan).

Plusieurs bateaux chargés de cargaisons potentiellement polluantes y passent quotidiennement.
Les eaux y sont polluées par les installations industrielles de Piombino (métallurgie principalement) et par les raffineries et autres sources de pollution de cette partie du littoral ouest de l'Italie. De petites galettes de pétrole se déposent régulièrement sur les plages italiennes et de l'Île d'Elbe.